# James Berkeley

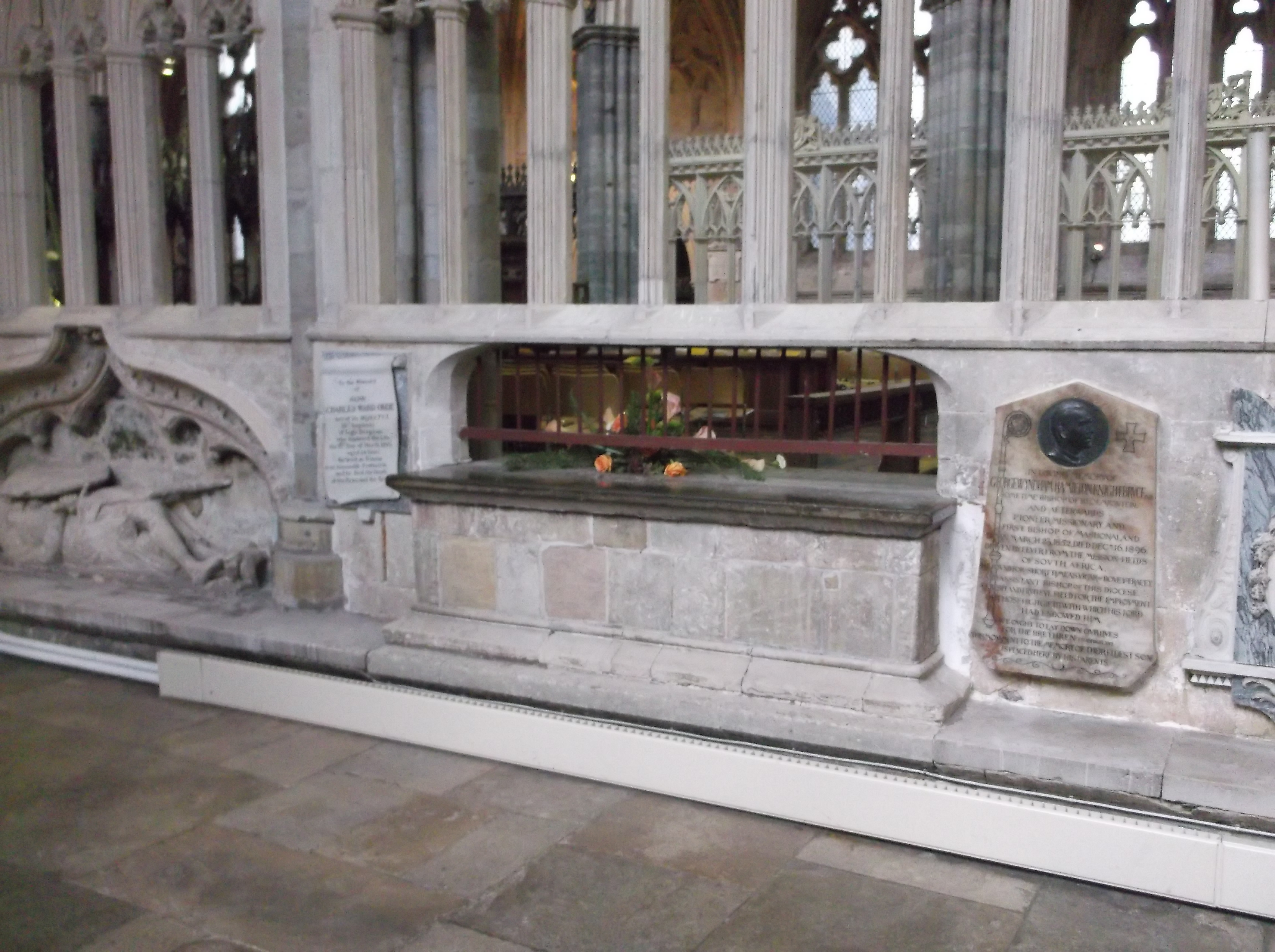
Das Grab von James Berkeley in der Kathedrale von Exeter

James Berkeley (auch de Berkeley) (* um 1275; † 24. Juni 1327 in Yarcombe) war ein englischer Geistlicher. Ab 1326 war er Bischof von Exeter.

## Herkunft und Studium
James Berkeley entstammte der Adelsfamilie Berkeley aus Gloucestershire. Er war der vierte Sohn von Thomas de Berkeley, 1. Baron Berkeley und von dessen Frau Joan Ferrers. Als jüngerer Sohn wurde er Geistlicher. Nach Angaben aus dem 17. Jahrhundert soll er erst vom Abt des Zisterzienserklosters Kingswood bei Berkeley erzogen worden sein, bevor er an der Universität Oxford studierte. Vor 1302 schloss er sein Studium als Magister ab. Vor 1318 erreichte er dazu den Grad eines Doktors der Theologie.

## Aufstieg als Geistlicher
Vor 1302 erhielt Berkeley von dem ebenfalls aus Gloucestershire stammenden Bischof Thomas Bitton eine Kanonikerstelle an der Kathedrale von Exeter. 1305 war er im Auftrag des Thronfolgers Eduard, Prince of Wales zur römischen Kurie gereist. Später erhielt er noch Pfründen an den Kathedralen von Hereford, Lincoln, St David’s und Wells, dazu die Pfarreien von Slimbridge und Wotton-under-Edge in Gloucestershire. Während er jedoch offenbar nie eine Wohnung in Lincoln bezog, lebte er ab 1313 häufig in Hereford. Dazu behielt Berkeley die Gunst von Eduard, nachdem dieser 1307 König geworden war. Auf Bitten des Königs ernannte Papst Johannes XXII. 1318 Berkeley zum Archidiakon von Huntingdon. 1320 wurde er dazu Kanoniker an der königlichen Kapelle von Hastings Castle.

## Wahl zum Bischof und Tod
Obwohl Berkeley bislang nur selten Exeter besucht hatte, wurde er am 5. Dezember 1326 vom Kathedralkapitel zum neuen Bischof der Diözese Exeter gewählt. Dies lag möglicherweise daran, dass er zu den ältesten Kanonikern des Kathedralkapitels gehörte und als gelehrter Geistlicher galt. Vermutlich wurde er jedoch vor allem aufgrund der politischen Situation nach dem Sturz von Eduard II. gewählt. Sein Amtsvorgänger Walter Stapeldon war als ehemaliger Minister des Königs bei dessen Sturz ermordet worden, und Berkeleys Neffe Thomas de Berkeley war ein Schwiegersohn und enger Verbündeter des neuen Machthabers Roger Mortimer, der Königin Isabelle wesentlich beim Sturz ihres Mannes unterstützt hatte. Bereits am 12. Dezember erfolgte die Zustimmung des neuen Königs Eduard III. zur Wahl von Berkeley, und am 8. Januar 1327 wurden ihm die Temporalien der Diözese übergeben. Am 22. März wurde Berkeley von Erzbischof Reynolds in Canterbury zum Bischof geweiht, und am 27. April billigte der Papst die Wahl. Kaum aber war Berkeley nach seiner Weihe in seiner Diözese eingetroffen, starb er auf dem bischöflichen Gut Peterhayes in Yarcombe in Devon. Er wurde am 27. Juni in der Kathedrale von Exeter beigesetzt. 

## Nachwirkung
Aufgrund von Berkeleys kurzer Amtszeit ist von ihm kein Urkundenregister erhalten. Doch wohl bedingt durch seinen plötzlichen Tod in einer politisch unruhigen Zeit kamen schon rasch Pilger zu seinem Grab. Bereits bis zum 30. September 1327 konnte das Kathedralkapitel durch den Verkauf von Kerzen über £ 3 einnehmen. Bis Ende des Jahres kamen £ 6 zusammen, und im folgenden Jahr über £ 20. In diesem Betrag war auch eine Spende von Thomas of Berkeley enthalten, der das Grab seines Onkels an dessen Jahresamt besuchte. Das Kathedralkapitel verwendete das Geld für den Weiterbau des Hauptschiffs der Kathedrale, und erst ab 1342 wurde ein Teil des Gelds für ein Seelenämter zum Andenken an Berkeley verwendet. Die Verehrung Berkeleys blieb ein regionales Phänomen, und weder Kathedralkapitel noch seine Nachfolger als Bischof beantragten eine offizielle Kanonisation. Berkeleys Nachfolger als Bischof, John Grandison, sah die Verehrung seines Vorgängers sogar eher kritisch. 1341 deckte er ein Wunder, das sich angeblich am Grab von Berkeley ereignet hatte, als Täuschung auf. Bei dieser Gelegenheit kritisierte er offen die Verehrung von Personen, die nicht offiziell heiliggesprochen worden waren. Dennoch sorgte die volkstümliche Verehrung von Berkeley bis in die 1360er Jahre für zusätzliche Einkünfte für den Bau und Unterhalt der Kathedrale. Bis zum Ende des 14. Jahrhunderts wurde die Verehrung von Berkeley völlig unbedeutend. Dennoch blieb die Erinnerung an Berkeley erhalten, den Edmund Lacy, der nächste Bischof, der volkstümlich verehrt wurde, wurde in einem Grab, das nahezu identisch mit dem von Berkeley ist, an der gegenüberliegenden Seite des Chorraums beigesetzt. 